# Exothéologie
Le terme exothéologie (ou exo-théologie) a été créé dans les années 1960 ou au début des années 1970 pour désigner les réflexions théologiques de la possibilité d'une vie extraterrestre. Il s'agit au départ d'hypothèses concernant la théologie possible adoptée par des civilisations extraterrestres, puis d'études concernant l'influence sur la théologie des recherches concernant la vie extraterrestre.
C. S. Lewis (1898–1963) est l'un des premiers auteurs chrétiens, dans un article de 1950, dans le Christian Herald, à imaginer la possibilité que le Christ se soit incarné dans d'autres mondes, ou que Dieu ait prévu d'autres plans de salut pour les autres intelligences de l'univers.